# Cookie (bài hát)
"Cookie" là đĩa đơn thứ ba được thu âm bởi nhóm nhạc nữ Hàn Quốc NewJeans từ đĩa mở rộng đầu tay của họ New Jeans. Đĩa đơn được ADOR phát hành cùng với EP vào ngày 1 tháng 8 năm 2022.

## Bối cảnh và phát hành
Một ngày sau khi phát hành đĩa đơn đầu tay "Attention", NewJeans đã thông báo rằng họ sẽ phát hành đĩa mở rộng (EP) đầu tay với tựa đề cùng tên vào ngày 1 tháng 8 năm 2022. EP đã được xác nhận chứa bốn bài hát, bao gồm hai đĩa đơn bổ sung. Vào ngày 23 tháng 7, NewJeans đã phát hành đĩa đơn thứ hai của họ, "Hype Boy", kèm theo một clip giới thiệu dài 50 giây tiết lộ các thành viên và bốn video âm nhạc bổ sung dành riêng cho từng thành viên. Vào ngày 1 tháng 8, nhóm đã phát hành video âm nhạc cuối cùng là đĩa đơn thứ ba, "Cookie" sau bản phát hành kỹ thuật số của album cùng ngày và bản phát hành vật lý vào ngày 8 tháng 8.

## Sáng tác
"Cookie" được viết bởi Gigi, Ylva Dimberg và Park Jin-su, người cũng đảm nhận phần phối khí. Bài hát có phong cách club-oriented R&B và pop với phần cầu nối Jersey club được xây dựng trên nền nhạc hip hop tối giản. "Cookie" được sáng tác trong cung Đô trưởng với tempo 157 nhịp mỗi phút.

## Tiếp thị
Vào ngày 4 tháng 8, NewJeans đã tổ chức sân khấu ra mắt của họ trên M Countdown của Mnet, nơi họ biểu diễn cả ba đĩa đơn chính từ EP cùng tên, bao gồm cả "Cookie". NewJeans đã trình diễn bài hát này cùng với các đĩa đơn trước đó tại Melon Music Awards 2022 vào ngày 26 tháng 11 và tại Giải MAMA 2022 vào ngày 30 tháng 11.

## Đánh giá chuyên môn
– Joshua Minsoo Kim, Pitchfork (2022)
Joshua Minsoo Kim của Pitchfork coi "Cookie" là "lựa chọn thú vị nhất" trong EP, gọi nó là "một nhịp điệu nhẹ nhàng về việc theo đuổi một người mình thích". Viết cho The New York Times, Jon Caramanica xếp bài hát này ở vị trí thứ 11 trong danh sách 22 bài hát hay nhất năm 2022 của mình, khen ngợi "sự dễ dàng của nó—không có chủ nghĩa tối đa, không kịch tính". Ông chỉ ra cách NewJeans "sử dụng các tham chiếu đương đại của mình để phục vụ cho một ý tưởng quay lại quá khứ" thông qua việc sử dụng nhạc New Jersey club trong "Cookie".

## Tranh cãi
Bài hát đã nhận được phản ứng dữ dội do bị cáo buộc rằng lời bài hát có chứa ẩn ý tình dục mà nhiều người cho là không phù hợp với một nhóm bao gồm thanh thiếu niên. Tất cả các thành viên của nhóm đều được coi là trẻ vị thành niên theo luật pháp Hàn Quốc. Trong một bài đánh giá cho NME, Carmen Chin lưu ý "ngụ ý trữ tình chỉ có thể được mô tả là có liên quan khi được phân phối bởi một nhóm từ 14 đến 18 tuổi - một số ví dụ mà người nghe đã gắn cờ là khó chịu như "Nhìn vào chiếc bánh quy của tôi / Bạn có bao giờ ngửi thấy nó khác không? (Nếm thử đi) / Ăn một miếng thôi là chưa đủ?" và "Làm một chút bánh quy / Hãy đến và xem một chút / Chỉ ở nhà tôi, hãy đến chơi"." Đặc biệt, từ "cookie" đã được đánh dấu là một thuật ngữ tiếng lóng ám chỉ cơ quan sinh dục của phụ nữ. Công ty quản lý ADOR của NewJeans đã phủ nhận các cáo buộc, khẳng định rằng bài hát là dành cho người hâm mộ và không có ý nghĩa tình dục. Theo ADOR, họ đã tham khảo ý kiến của "nhiều tiến sĩ về văn học Anh, người phiên dịch và người bản xứ" và tất cả đều đồng ý rằng "cookie không phải là thuật ngữ lóng mang nghĩa tình dục phổ biến". Công ty đã kết luận rằng "chính bản thân thuật ngữ này không phải là vấn đề, mặc dù các cách hiểu có thể khác nhau".

## Bảng xếp hạng
| Bảng xếp hạng (2022-2023)           | Thứ hạng |
| ----------------------------------- | -------- |
| Global Excl. U.S. (Billboard)       | 198      |
| Japan Heatseekers (Billboard Japan) | 9        |
| Singapore Top Regional (RIAS)       | 15       |
| Hàn Quốc (Billboard)                | 6        |
| Hàn Quốc (Circle)                   | 9        |
| Việt Nam (Vietnam Hot 100)          | 21       |

| Bảng xếp hạng (2022) | Vị trí cao nhất |
| -------------------- | --------------- |
| Hàn Quốc (Circle)    | 9               |

| Bảng xếp hạng (2022) | Vị trí |
| -------------------- | ------ |
| Hàn Quốc (Circle)    | 80     |

| Bảng xếp hạng (2023) | Vị trí |
| -------------------- | ------ |
| Hàn Quốc (Circle)    | 58     |

## Chứng nhận
| Quốc gia                                      | Chứng nhận | Số đơn vị/doanh số chứng nhận |
| --------------------------------------------- | ---------- | ----------------------------- |
| Nhật Bản (RIAJ)                               | Vàng       | 50.000.000                    |
| Chứng nhận dựa theo doanh số phát trực tuyến. |            |                               |

## Lịch sử phát hành
| Quốc gia | Ngày               | Định dạng           | Nhãn         |
| -------- | ------------------ | ------------------- | ------------ |
| Toàn cầu | 1 tháng 8 năm 2022 | Tải xuống streaming | ADOR YG Plus |